# 'Ndrina Pane
I Pane-Iazzolino sono una cosca malavitosa o 'ndrina della 'ndrangheta calabrese originaria di Belcastro che opererebbe a Belcastro, Albi, Taverna, Magisano e Sersale.
Sarebbero alleati dei Grande Aracri e dei Mannolo di Cutro, con i Ferrazzo di Mesoraca e con i Farao-Marincola di Cirò.
Sono attivi nel traffico internazionale di droga, usura e traffico di armi e riciclaggio di denaro.

## Storia

### Anni 2000
Il 5 marzo 2004, viene ucciso Sergio Iazzolino boss di Sersale in un bar a Steccato di Cutro da parte dei Trapasso-Zoffreo e dei Trovato.

## Organizzazione
- Sergio Iazzolino
- Felice Onofrio
- Maurizio Ferraro